# چادویک بوزمن
چادویک آرون بوزمن (انگلیسی: Chadwick Aaron Boseman؛ ۲۹ نوامبر ۱۹۷۶ – ۲۸ اوت ۲۰۲۰) بازیگر و نمایشنامه‌نویس آمریکایی بود. او در طول دو دهه فعالیت جوایز مختلفی شامل یک جایزهٔ گلدن گلوب، یک جایزهٔ امی ساعات پربیننده و دو جایزهٔ انجمن بازیگران فیلم کسب کرد و یک بار نیز نامزد دریافت جایزهٔ اسکار شد. مجلهٔ تایم در سال ۲۰۱۸ از او به‌عنوان یکی از ۱۰۰ شخص تأثیرگذار در جهان یاد کرد.
بوزمن پس از تحصیل در رشته کارگردانی در دانشگاه هاوارد، کار خود را در تئاتر آغاز کرد. او به سینما و تلویزیون آمد و اولین نقش اصلی او در مجموعهٔ تلویزیونی درام آدم‌های ناشناس (۲۰۱۰) از شبکهٔ ان‌بی‌سی بود. او نقش موفقیت‌آمیز خود را به عنوان بازیکن بیسبال جکی رابینسون در فیلم زندگی‌نامه‌ای ۴۲ (۲۰۱۳) به دست آورد. او همچنان به ایفای نقش شخصیت‌های تاریخی ادامه داد و خواننده جیمز براون در برخیز (۲۰۱۴) و وکیل تورگود مارشال در مارشال (۲۰۱۷) را به تصویر کشید.
بوزمن از سال ۲۰۱۶ تا ۲۰۱۹ برای بازی در نقش ابرقهرمان ت'چالا / پلنگ سیاه در دنیای سینمایی مارول به شهرت بین‌المللی رسید. نخستین حضور او با این نقش در کاپیتان آمریکا: جنگ داخلی (۲۰۱۶) بود و نقش اصلی پلنگ سیاه (۲۰۱۸) را ایفا کرد. آخرین حضور او در این نقش مربوط به صداپیشگی در مجموعهٔ تلویزیونی چه می‌شود اگر… ؟ (۲۰۲۱) از شبکهٔ دیزنی پلاس بود که برایش برندهٔ جایزهٔ امی ساعات پربیننده شد.
در سال ۲۰۱۶، بوزمن به سرطان روده بزرگ مبتلا شد. او وضعیت خود را خصوصی نگه داشت و تا زمان مرگش در سال ۲۰۲۰ بر اثر این بیماری به فعالیت خود ادامه داد. آخرین فیلم او، بلک باتم ما رینی، پس از مرگ در همان سال با تحسین گستردهٔ منتقدان همراه بود و برای آن نامزد دریافت جایزهٔ اسکار بهترین بازیگر مرد و برندهٔ جایزهٔ گلدن گلوب شد.

## زندگی شخصی
بوزمن یک مسیحی بزرگ شد و تعمید یافت. وی عضو گروه کر و گروه جوانان کلیسا بود و کشیش پیشین وی گفت که هنوز ایمان خود را حفظ کرده‌است. بوزمن می‌گفت دعا می‌کرده که پیش از انتخاب شدن به عنوان شخصیت در دنیای سینمایی مارول، پلنگ سیاه شود.
بوزمن یک گیاه‌خوار بود.
اگرچه بوزمن و لدوارد در سال ۲۰۱۵ در فرودگاه بین‌المللی لس‌آنجلس با یکدیگر دیده‌شده بودند اما بوزمن در سال ۲۰۱۹ رابطهٔ خود را با خواننده تیلور سیمون لدوارد عمومی کرد و این دو سپس با هم ازدواج کردند.

## درگذشت
بوزمن پس از چهار سال مبارزه با سرطان رودهٔ بزرگ در ۲۸ اوت ۲۰۲۰ درگذشت. خبر درگذشت وی در توییتر بیشترین لایک تاریخ این اپلیکیشن را خورد. همچنین هنرمندان مشهوری همچون رابرت داونی جونیور درگذشت وی را تسلیت گفتند.

## فیلم‌شناسی

### فیلم
| سال  | نام فیلم                  | نقش                    | کارگردان            |
| ---- | ------------------------- | ---------------------- | ------------------- |
| ۲۰۰۸ | اکسپرس: داستان ارنی دیویس | فلوید لیتل             | گری فلدر            |
| ۲۰۱۲ | سوراخ کشتن                | ستوان ساموئل دریک      | میشا وبلی           |
| ۲۰۱۳ | ۴۲                        | جکی رابینسون           | برایان هلگلند       |
| ۲۰۱۴ | روز عضوگیری               | وونتای مک              | ایوان ریتمن         |
| ۲۰۱۴ | برخیز                     | جیمز براون             | تیت تیلور           |
| ۲۰۱۶ | خدایان مصر                | تحوت (ایزد مصر باستان) | الکس پرویاس         |
| ۲۰۱۶ | کاپیتان آمریکا: جنگ داخلی | ت'چالا / پلنگ سیاه     | آنتونی و جو روسو    |
| ۲۰۱۶ | پیامی از سوی شاه          | جاکوب کینگ             | فابریکه دی ولز      |
| ۲۰۱۷ | مارشال                    | تورگود مارشال          | رجینالد آلان هادلین |
| ۲۰۱۸ | پلنگ سیاه                 | پلنگ سیاه              | رایان کوگلر         |
| ۲۰۱۸ | انتقام‌جویان: جنگ ابدیت    | ت'چالا / پلنگ سیاه     | آنتونی و جو روسو    |
| ۲۰۱۹ | انتقام‌جویان: پایان بازی   | ت'چالا / پلنگ سیاه     | آنتونی و جو روسو    |
| ۲۰۱۹ | ۲۱ پل                     | آندره دیویس            | برایان کرک          |
| ۲۰۲۰ | ۵ هم‌خون                   | نورمن ارل              | اسپایک لی           |
| ۲۰۲۰ | بلک باتم ما رینی          |                        | جورج سی ولف         |

### مجموعه تلویزیونی
- دیدبان سوم (۲۰۰۳)
- سی‌اس‌آی: نیویورک (۲۰۰۶)
- بخش فوریت‌های پزشکی (۲۰۰۸)
- پرونده سرد (۲۰۰۸)
- به من دروغ بگو (۲۰۰۹)
- کسل (۲۰۱۱)
- فرینج (۲۰۱۱)
- موجه (۲۰۱۱)
- پخش زنده شنبه شب (۲۰۱۸)

## جوایز و نامزدی‌ها
| سال  | جایزه                            | بخش                                                                             | کار نامزد شده             | نتیجه    | منبع   |
| ---- | -------------------------------- | ------------------------------------------------------------------------------- | ------------------------- | -------- | ------ |
| ۲۰۱۷ | جایزه ساترن                      | بهترین بازیگر نقش مکمل مرد                                                      | کاپیتان آمریکا: جنگ داخلی | نامزدشده | [ ۱۱ ] |
| ۲۰۱۸ | جایزه سینمایی و تلویزیونی ام‌تی‌وی | بهترین بازی در یک فیلم                                                          | پلنگ سیاه                 | برنده    | [ ۱۲ ] |
| ۲۰۱۸ | جایزه سینمایی و تلویزیونی ام‌تی‌وی | بهترین قهرمان                                                                   | پلنگ سیاه                 | برنده    | [ ۱۲ ] |
| ۲۰۱۸ | جایزه سینمایی و تلویزیونی ام‌تی‌وی | بهترین مبارزه (Black Panther vs M'Baku)                                         | پلنگ سیاه                 | نامزدشده | [ ۱۲ ] |
| ۲۰۱۸ | جایزه سینمایی و تلویزیونی ام‌تی‌وی | بهترین نمایش تیمی روی صحنه (به همراه لوپیتا نیونگو، لتیشیا رایت و دانای گوریرا) | پلنگ سیاه                 | نامزدشده | [ ۱۲ ] |
| ۲۰۱۸ | ۴۴مین جایزه ساترن                | بهترین بازیگر                                                                   | پلنگ سیاه                 | نامزدشده | [ ۱۳ ] |
| ۲۰۱۹ | ۲۵مین جایزه انجمن بازیگران فیلم  | بهترین عملکرد در شرکت در یک تصویر متحرک                                         | پلنگ سیاه                 | برنده    | [ ۱۴ ] |
| ۲۰۱۹ | جایزه ایمیج                      | بهترین بازیگر مرد در یک فیلم متحرک                                              | پلنگ سیاه                 | برنده    | [ ۱۵ ] |
| ۲۰۱۹ | جایزه ایمیج                      | هنرمند سرگرمی ساز سال                                                           | هنرمند سرگرمی ساز سال     | نامزدشده | [ ۱۵ ] |
| ۲۰۲۰ | جایزه ایمیج                      | بهترین بازیگر مرد در یک فیلم متحرک                                              | ۲۱ پل                     | نامزدشده | [ ۱۶ ] |

جایزه گلدن گلوب ۲۰۲۱ بهترین بازیگر مرد فیلم بلک باتم مارینی برنده شده
جایزه را همسرش دریافت کرد